# Siskid
 (avril 2018).
Siskid (né David Shaw en 1977 à Manchester) est un DJ et producteur de musique électronique,,.

## Biographie
Arrivé à Paris en 1990, il commence la composition de musique sur des bases classiques, puis en complet autodidacte, il se perfectionne au chant, à la guitare, à la basse ou encore au clavier. L’influence de groupes comme Nine Inch Nails, My Bloody Valentine, The Stones Roses ou encore Aphex Twin l’incite à se glisser derrière les machines et à apprivoiser les platines de DJ.
En 2004, Siskid intègre le groupe Black Strobe en tant que guitariste.

## Discographie

### Singles & EPs
- 2005 : Clean Breakfast (Initial Cuts)
- 2005 : Hummer EP (Initial Cuts)
- 2006 : The Architect (Initial Cuts)
- 2007 : The Architect Remixes (Initial Cuts)
- 2008 : She Has Reasonable Doubts (Initial Cuts)
- 2009 : Wolves (Meant Records)